# 跨界音樂
跨界音樂（Crossover Music）是一種新的音樂形式，其音樂作品或表演者吸引不同類型的聽眾，富變化性質且平易近人。例如，當一首歌曲出現在兩個或多個不同音樂風格或類型的排行榜上時，就是一種跨界音樂。

## 範例
古典音樂的曲目重新詮釋成不同的演奏手法、流行樂手演奏古典音樂，都可以算是跨界音樂的一種。
比如：意大利男高音安德烈·波伽利，英国女高音莎拉·布萊曼，新西兰女高音海莉·薇思特拉等同属古典音乐与流行音乐的跨界歌唱家。

### 臺灣
台灣的知名跨界音樂樂團有無雙樂團、留聲姬樂團、古典新樂團、太妃堂、采風樂坊、胡大吉跨界樂團、WOOONTA跨界樂團、剴韻坊等，均擅長以國樂來詮釋流行音樂，或是將流行音樂以復古的方式呈現。
也有許多流行音樂歌手在自己的作品中加入中國風元素，比如周杰倫、王力宏、陶喆、林俊傑、S.H.E、Tank等。